# عزيز رباح
عزيز الرباح (1962، سيدي قاسم) عمدة مدينة القنيطرة ابتداءاً من 23 يونيو 2009 و وزير التجهيز والنقل منذ 3 يناير 2012 في حكومة بنكيران. ثم انتقل في سنة 2017 لمنصب وزير الطاقة والمعادن والتنمية المستدامة.

## مسيرته
نال شهادة البكالوريا من ثانوية محمد الخامس بالقنيطرة في شعبة العلوم الرياضية سنة 1981. والتحق بعدها بالمعهد الوطني للإحصاء والاقتصاد التطبيقي بمدينة الرباط، ليحصل على دبلوم محلل اقتصادي، قبل أن ينال شهادة الماستر بجامعة لافال بكندا.
أصبح عضواً في المجلس التنفيذي لمركز البحوث والخبرات (CEREX) وعضو مؤسس في جمعية سيكما21 (SIGMA21).

### القنيطرة
اشتغل الرباح في عدة دواوين وزارية، من بينها ديوان رئيس الحكومة السابق إدريس جطو. وانتخب نائبا برلمانيا عن القنيطرة ابتداء من سنة 2006.
يوم الثلاثاء 23 يونيو 2009 انتخب عزيز الرباح وكيل لائحة حزب العدالة والتنمية بالقنيطرة رئيسا للمجلس البلدي بالأغلبية المطلقة.

### الوزارة
شغل عدة مناصب بارزة في وزارة الشؤون الاقتصادية والعامة، و وزارة التجارة الخارجية، ووزارة التجارة والصناعة، قبل أن يعين وزيراً للنقل والتجهيز في حكومة بنكيران في 3 يناير 2012.